# Língua ibanag
A língua Ibanag (também Ybanag ou Ibanak) é uma língua Malaio-Polinésia falada por até 500 mil falantes, principalmente pelo povo Ibanag, nas Filipinas, nas províncias do nordeste da  Isabela e Cagayan, especialmente em Tuguegarao, Solana, Abulug, Cabagan e Ilagan e por emigrantes que foram para países localizados no Oriente Médio, Reino Unido e Estados Unidos. A maioria dos falantes também pode falar Ilocano, a língua franca do norte da ilha de Luzon. O nome Ibanag vem do prefixo "I", que significa "povo de" e "bannag", que significa rio. Está intimamente relacionado à língua gaddang, língua itawis, Agta, Atta, Yogad, Isneg e Malaweg.

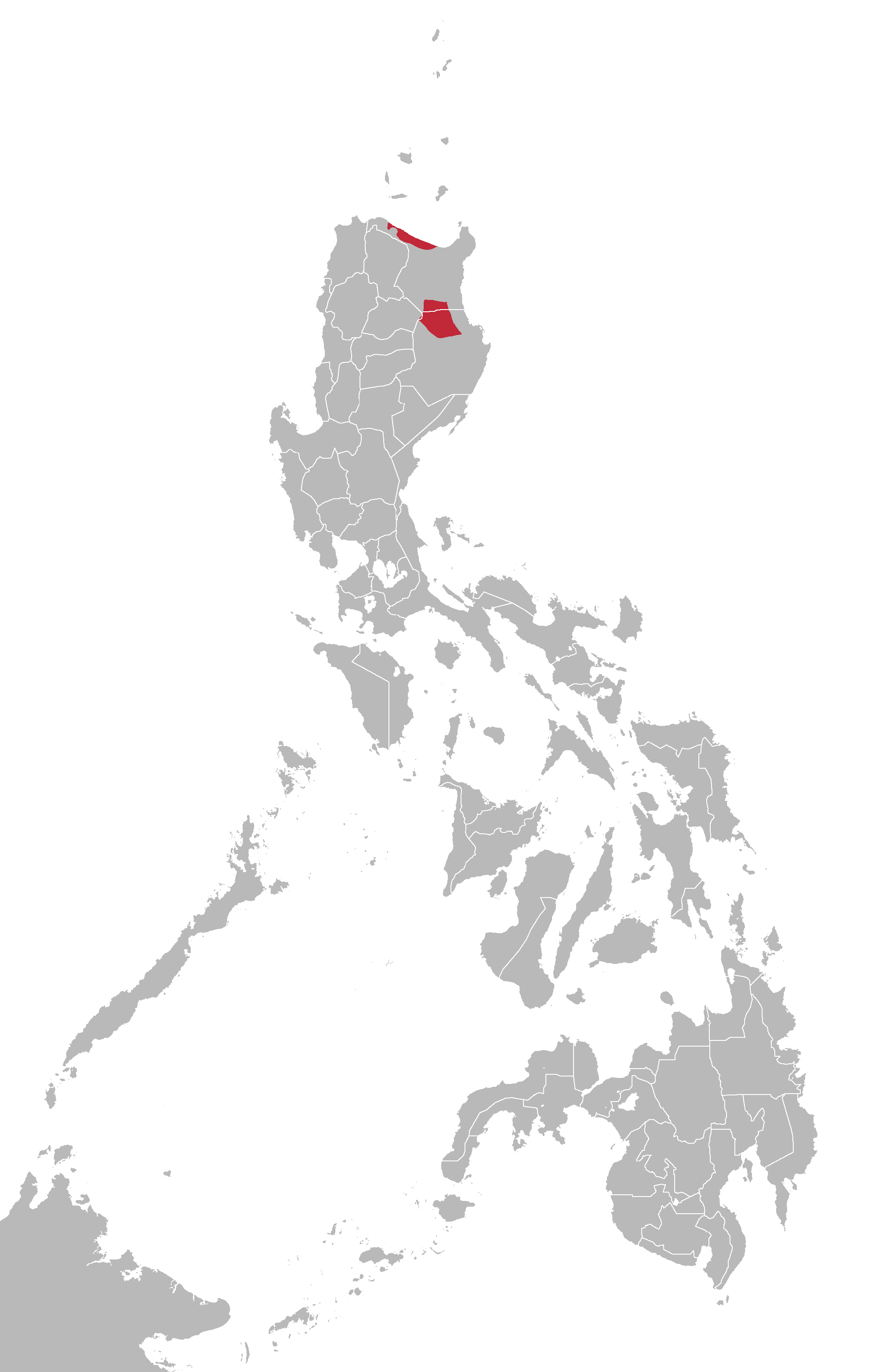
Áreas onde se fala Ibanag conf. Ethnologue

## Status
m outubro de 2012, "o renascimento da cultura Ibanag faz parte do programa MTB (Mother-Tongue Based) do governo filipino que busca preservar as culturas indígenas, incluindo seus idiomas, pelas próximas gerações. O Ibanag é um dos as línguas MTB agora ensinadas nas escolas das Filipina e duas peças teatrais atuais," Zininaga Ta Bannag (herança do rio) " e" Por que as mulheres lavam os pratos " estão sendo apresentadas na língua Ibanag.

## Fonologia

### Vogais
- A (ah) E (eh) I (ee) O (oh) U (ooh) Y (ee)

A transformação de ditongos em montongos é observável em Ibanag. Por exemplo, às vezes as palavras  umay  (ir),  balay  (casa) ou 'aggaw' (dia) são pronunciadas como  ume ,  fardo  e ' 'aggo' 'respectivamente.

### Consoantes
O Ibanag também é uma das línguas filipinas incluídas na alofonia  [ɾ] -  [d].
O idioma ibanag é distinto, pois apresenta sons que não estão presentes em muitas línguas filipinas. Certos fonemas únicos do Ibanag, comparados às línguas irmãs, apresentam consoantes especificamente [f] como em  innafi  ou arroz, [v] como em  bavi  ou porco, [z] como em  kazzing  ou cabra e [dʒ] como em  madjan  ou empregada doméstica.
Além disso, o Ibanag também apresenta geminação. Portanto, fazendo o idioma parecer gutural, de modo que:
- gaddua  [gad'dwa] (metade)
- mappazzi  [mappaz'zɪ] (espremer)

|                | Bilabial | Bilabial | Labio- Dental | Labio- Dental | Alveolar | Alveolar | Pós- alveolar | Pós- alveolar | Palatal | Palatal | Velar | Velar | Glotal | Glotal |
| -------------- | -------- | -------- | ------------- | ------------- | -------- | -------- | ------------- | ------------- | ------- | ------- | ----- | ----- | ------ | ------ |
| Nasa Oclusival | m        | m        |               |               | n        | n        |               |               | ɲ       | ɲ       | ŋ     | ŋ     |        |        |
| Oclusiva       | p        | b        |               |               | t        | d        |               |               |         |         | k     | ɡ     | ʔ      | ʔ      |
| Fricativa      |          |          | f             | v             | s        | z        | ʃ             | ʃ             |         |         |       |       | h      | h      |
| Africada       |          |          |               |               |          |          | tʃ            | dʒ            |         |         |       |       |        |        |
| Vibrante       |          |          |               |               | ɾ ~ r    | ɾ ~ r    |               |               |         |         |       |       |        |        |
| Aproximante    |          |          |               |               | l        | l        |               |               | j       | j       | w     | w     |        |        |